# Пузына, Антоний Михаил
Антоний Михаил Пузына (пол. Antoni Michał Puzyna, бел. Антоні Міхал Пузына; ? — 24 марта 1752, Мстиславль) — государственный деятель Великого княжества Литовского, хорунжий надворный Литовский в 1728—1746 годах, каштелян Мстиславский в 1746—1752 годах.

## Биография

### Семья
Сын каштеляна минского Андрея Пузыны (герб Огинец) и Ефросиньи Хржанстовской, брат воеводы Мстиславльского Кшиштофа Доминика Пузыны. Был женат на Эльжбете Магдалене Огинской (Елизавете Григорьевне) Огинской, известной меценатке. Отец троих дочерей.

### Карьера
С 1717 года хорунжий Упитский.
В 1724—1732 гг. владел Упитским, Трокским и Шылянским староствами.
Принимал участие в Сеймах Речи Просполитой в 1724, 1726, 1729 и 1732 годах.
Занимал ряд государственных должностей.
В 1728—1746 гг. — хорунжий надворный Литовский.
В 1733 году на выборах короля отдал свой голос в поддержку кандидатуры Станислава Лещинского.
В 1746—1752 гг. — каштелян мстиславский.